# Weathering Continent
The Weathering Continent (jap. 風の大陸, Kaze no Tairiku, dt. Kontinent des Windes) ist eine 28-teilige Light-Novel-Serie von Sei Takewawa, welcher ebenfalls als Anime-Film umgesetzt wurde.

## Handlung
Der Kontinent Atlantis ist nichts weiter mehr als eine trostlose Wüste, dieser Zustand herrscht seit über 1000 Jahren. Seitdem wird der Kontinent von verheerenden Naturkatastrophen heimgesucht.

### Anime
Die Geschichte beginnt damit, dass drei Abenteurer, der Magier Tieh, die junge Diebin Lakushi und der Schwertkämpfer Bois, durch die Wüste wandern. An einem späten Abend entdecken sie den Schauplatz eines grausamen Verbrechens. Einige fremde Reisende wurden von Unbekannten zu Tode gefoltert. Als sich die Gruppe an diesem Ort näher umsieht, attackiert sie die einzige Überlebende dieser Folter, das Mädchen Lifas. Sie hält die drei für die Leute, welche ihre Freunde gefoltert haben, erkennt jedoch schnell, dass sie doch nicht zu den Tätern gehören. Sie erzählt den Abenteurern, dass sie auf der Suche nach einem sagenumwobenen Schatz waren und dabei von grausamen Räubern überfallen und gefoltert wurden.
Das Mädchen stirbt einen Hungertod. Da die Abenteurer dem Mädchen kurz vor ihrem Tod noch etwas Wasser gegeben haben, brauchen sie dringend frisches Wasser, um nicht selbst an Austrocknung zu sterben. Durch Zufall entdecken sie eine nahe gelegene Ruinenstadt und machen sich in dieser auf die Suche nach Wasser. Bald erkennen die drei, dass es sich bei dieser Ruinenstadt um die legendäre Stadt der Toten, Azec Sistora, handelt. Es heißt, dass durch einen Fluch noch nie ein Mensch lebend aus dieser Stadt zurückgekehrt ist. In der ganzen Stadt verteilt befinden sich mumifizierte Tote, die, wie es scheint, in ihrer Totenstarre den Tätigkeiten und Aufgaben der Edlen Gesellschaft nachgehen.  Eine vor langer Zeit untergegangene Kultur hat durch diese aufwändige und kostspielige Inszenierung dem Tod trotzen und somit ihren Toten ewiges Vergnügen bereiten wollen. Die einzige Möglichkeit, dem Zorn der Geister der mumifizierten Toten zu entgehen, ist nur durch äußerste Behutsamkeit und Ehrfurcht möglich.
Die Räuberbande, welche die fremden Reisenden zu Tode gefoltert hat, ist in die Stadt der Toten eingedrungen, um den Schatz von Azec Sistra zu rauben. Sie nehmen dabei keine Rücksicht auf die Toten, was den Zorn der Toten auf sich zieht und auch keinen Halt vor den drei Freunden macht.

## Veröffentlichungen

### Roman
Der 28-teilige Romanzyklus, geschrieben von Sei Takekawa sowie mit den Illustrationen von Mutsumi Inomata, erschien das erste Mal im Jahre 1988. Die ersten Ausschnitte des ersten Bandes wurden im Dragon Magazine veröffentlicht, der gesamte erste Band im Oktober 1990. Der letzte Band erschien im April 2006 und schließt die Serie damit ab.

### Anime
The Weathering Continent ist eine Filmproduktion aus dem Studio Production I.G und erschien im Jahre 1992. Das Character Design stammt von Nobuteru Yūki. In Deutschland wurde der Anime 2003 bei OVA Films veröffentlicht.